# 王志庭
王志庭（1999年1月24日—），生於台灣台中市，職業棒球選手，左投左打，守備位置為投手，曾效力於美國職棒的堪薩斯市皇家的小聯盟系統。

## 經歷
- 臺中市東區力行國民小學少棒隊
- 臺中市北勢國中青少棒隊
- 臺中市國立中興大學附屬臺中高級農業職業學校青棒隊
- 臺中運動家成棒隊（2017年）
- 美國職棒堪薩斯市皇家（小聯盟，2018年－2021年）

## 成棒國手經歷
- 2021年U-23世界盃棒球賽中華隊

## 職棒生涯成績
| 年度 | 球隊 | 出賽 | 打數 | 安打 | 全壘打 | 打點 | 盜壘 | 四死 | 三振 | 壘打數 | 雙殺打 | 打擊率 | 上壘率 | 長打率 | OPS |
| ---- | ---- | ---- | ---- | ---- | ------ | ---- | ---- | ---- | ---- | ------ | ------ | ------ | ------ | ------ | --- |
|      |      | －   | －   | －   | －     | －   | －   | －   | －   | －     | －     | －     | －     | －     | －  |
| 合計 | 年   | －   | －   | －   | －     | －   | －   | －   | －   | －     | －     | －     | －     | －     | －  |

## 外部連結
- 王志庭在美國職棒（英语）
- 王志庭在Baseball-Reference.com（小聯盟以及海外聯盟）（英语）
- 王志庭在台灣棒球維基館上的頁面（繁體中文）